# E-an Zen
E-an Zen (* 31. Mai 1928 in Peking; † 29. März 2014 in Reston, Virginia) war ein chinesisch-US-amerikanischer Geologe.

## Leben
Zen war der Sohn eines Chemikers und seine Mutter in Erziehungsreformen aktiv. Die Familie wurde durch die japanische Besetzung, vor der sie in andere Teile Chinas flohen, zerstreut und erst wieder 1942 in Chungking vereint. Er  kam 1946 mit seiner Familie in die USA, ging in Cambridge (Massachusetts) zur Schule (zuvor war er überwiegend von Privatlehrern und den Eltern unterrichtet worden) und studierte ab 1947 an der Cornell University mit dem Bachelor-Abschluss 1951 und an der Harvard University mit dem Master-Abschluss 1952 und der Promotion in Geologie bei James Burleigh Thompson (Jim Thompson) 1955. Schon die Dissertation war einem Aspekt der Geologie der Appalachen gewidmet. Danach war er bis 1958 bei der Woods Hole Oceanographic Institution, wo er Sedimente aus den Tiefseegräben vor Chile und Peru untersuchte in der Absicht Hinweise auf aktive Diagenese-Prozesse zu finden. Er konnte die damalige Ansicht widerlegen, dass sich Tonminerale unter niedrigem Druck und Temperatur träge verhalten. 1958/59 Visiting Assistant Professor an der University of North Carolina und 1959 bis zum Ruhestand 1989 beim US Geological Survey. Er wurde dank seiner Forschung in Sedimentologie von Preston Cloud angeworben, obwohl es Widerstände gab, da er damals kein US-Staatsbürger war. Ab 1990 war er Adjunct Professor an der  University of Maryland, was er bis 2007 blieb.
1962 war er Visiting Associate Professor am Caltech, 1973 Crosby Visiting Professor am Massachusetts Institute of Technology, 1981 Harry Hess Senior Visiting Fellow an der Princeton University und 1991 Visiting Fellow an der Australian National University.
Er ist bekannt für grundlegende Untersuchungen zur komplizierten Entstehungsgeschichte, Stratigraphie und Tektonik der (nördlichen) Appalachen unter Beteiligung verschiedener Terrane. Schon seine Dissertation klärte das stratigraphische und tektonische Problem der Taconic Klippe in Vermont.
Er befasste sich auch mit Phasengleichgewicht von metamorphem und Sediment-Gestein (einschließlich allgemeinen Überlegungen zur Topologie von Phasendiagrammen), Petrologie von magmatischen Gesteinen in Montana (Entstehung von Granit, Phasendiagramme, die er zuvor bei metamorphen Gesteinen untersucht hatte). Im Ruhestand wandte er sich der Geomorphologie von Flüssen in Felsgrund zu wie der Entstehung von Potholes, wo er neue Ideen entwickelte und an den Great Falls (Montana) überprüfte.
1983 wurde unter seiner Leitung eine geologische Karte von Massachusetts veröffentlicht. Mit der Leitung des umfangreichen, aber beim USGS darniederliegenden Projekts war er 1975/76 beauftragt worden und es wurde unter seiner Leitung in zwei Jahren beendet.
1986 erhielt er die Arthur L. Day Medal, 1991 die Roebling Medal, 1979 die Distinguished Service Medal des US-Innenministeriums und 1992 die John Coke Medal der Geological Society of London. 1996 erhielt er die Thomas Jefferson Medal des Virginia Museum of Natural History. 1975/76 war er Präsident der Mineralogical Society of America und 1973 der Geological Society of Washington. 1992 war er Präsident der Geological Society of America. Er war Mitglied der American Academy of Arts and Sciences, der National Academy of Sciences (1976) und der American Association for the Advancement of Science.
1963 wurde er US-Staatsbürger.

## Schriften
- Time and Space Relationship of the Taconic Allochthon and Autochthon, GSA special paper 97, 1967
- The Taconide Zone and the Taconic Orogeny in the Western Part of the Northern Appalachian Orogeny, Geological Society of America, Special Paper 135, 1972
- Exotic terranes in the New England Appalachians—limits, candidates, and ages: A speculative essay, in: R. D. Hatcher, H. Williams, L. Zietz (Hrsg.), Contributions to the tectonics and geophysics of mountain chains, Geological Society of America Memoir 158, 1983, S. 55–81
- Tectonostratigraphic Terranes in the Northern Appalachians, American Geophysical Union, Field Trip Guidebook 359, 1989